# Reprisal (serie de televisión)

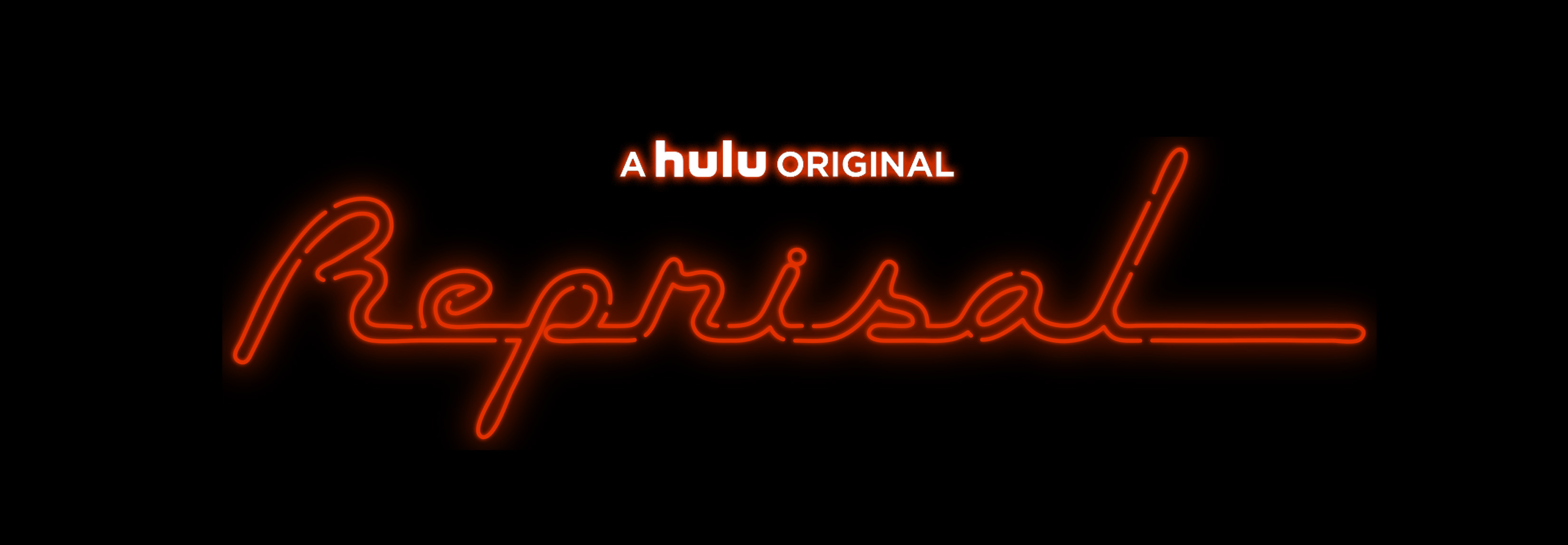
Título de Reprisal

Reprisal es una serie de televisión web estadounidense de drama que se estrenó en Hulu el 6 de diciembre de 2019. En junio de 2020, la serie fue cancelada después de una temporada.

## Premisa
Reprisal sigue a «una implacable mujer fatal que, tras ser dada por muerta, lidera una campaña de venganza contra una rimbombante pandilla de gearheads».

## Elenco y personajes

### Principal
- Abigail Spencer como Katherine Harlow / Doris Quinn
- Rodrigo Santoro como Joel Kelly
- Mena Massoud como Ethan Hart
- Madison Davenport como Meredith Harlow
- David Dastmalchian como Johnson
- Rhys Wakefield como Matty
- Craig Tate como Earl
- Wavyy Jonez como Cordell
- Shane Callahan como Bru
- Rory Cochrane como Burt
- Lea DeLaria como Queenie
- Bethany Anne Lind como Molly Quinn / Grace
- Gilbert Owuor como Bash Brannigan

### Recurrente
- W. Earl Brown como Witt
- Ron Perlman como Big Graham

## Episodios
| N.º | Título                            | Dirigido por               | Escrito por             | Fecha de lanzamiento original |
| --- | --------------------------------- | -------------------------- | ----------------------- | ----------------------------- |
| 1   | «The Tale of Harold Horpus»       | Jonathan Van Tulleken      | Josh Corbin             | 6 de diciembre de 2019        |
| 2   | «A Flintlock & A Hound»           | Jonathan Van Tulleken      | Josh Corbin             | 6 de diciembre de 2019        |
| 3   | «The Emboldened Conflict»         | Jonathan Van Tulleken      | Nate Crocker            | 6 de diciembre de 2019        |
| 4   | «On the Principles of Horsehound» | Cherie Nowlan              | Justin Boyd             | 6 de diciembre de 2019        |
| 5   | «The Tiniest Battle»              | Cherie Nowlan              | Elizabeth Hunter        | 6 de diciembre de 2019        |
| 6   | «For Love of the Archipelago»     | Eva Sørhaug                | Lisa Long               | 6 de diciembre de 2019        |
| 7   | «25 or 6 to 4»                    | Eva Sørhaug                | Adam Lash & Cori Uchida | 6 de diciembre de 2019        |
| 8   | «The Horse Cabbage Heart»         | Jonathan Van Tulleken      | Salvatore Stabile       | 6 de diciembre de 2019        |
| 9   | «dammit»                          | Salli Richardson-Whitfield | Nate Crocker            | 6 de diciembre de 2019        |
| 10  | «The Horpus Horrendous»           | Jonathan Van Tulleken      | Josh Corbin             | 6 de diciembre de 2019        |

## Producción

### Desarrollo
En junio de 2018, se anunció que Hulu ordenó la producción del piloto de la serie. El episodio fue escrito por Josh Corbin y dirigido por Jonathan Van Tulleken. Corbin también desempeña como productor ejecutivo junto a Warren Littlefield y Barry Jossen. Las compañías de producción involucradas en el piloto fueron A+E Studios y The Littlefield Company. En febrero de 2019, se anunció durante la gira de prensa anual de invierno de Television Critics Association que Hulu odrenó la producción de la serie. La serie estrenó el 6 de diciembre de 2019. El 10 de junio de 2020, Hulu canceló la serie tras una temporada.

### Casting
En agosto de 2018, se anunció que Abigail Spencer, Mena Massoud, David Dastmalchian y Rhys Wakefield se unieron al elenco principal de la serie. En julio de 2019, se anunció que Craig Tate, Wavyy Jonez, Shane Callahan y Rory Cochrane se unieron al elenco principal, mientras que Lea DeLaria se unió al elenco recurrente de la serie.

### Rodaje
El piloto tuvo su rodaje en Wilmington (Carolina del Norte), y el resto de la primera temporada también se filmó en Wilmington.

## Lanzamiento

### Distribución
En Latinoamérica, se estrenó el 12 de julio de 2021 en AMC.

## Recepción
El sitio web del agregador de reseñas Rotten Tomatoes reportó una tasa de aprobación del 53%, basándose en 19 reseñas con una calificación media de 6,71/10. El consenso crítico dice: «Unas interpretaciones sólidas y un ritmo rápido hacen avanzar a Reprisal, pero su enfoque de estilo sobre la sustancia es todo pulpa, poco jugo». En Metacritic, la serie una calificación de 53 de 100, basándose en 7 reseñas, indicando «reseñas mixtas o medias».